# James Stavridis
James George Stavridis (* 15. února 1955) je bývalý admirál Námořnictva Spojených států amerických (2006–2013), bývalý velitel Vrchního velitelství spojeneckých sil v Evropě Severoatlantické aliance (2009–2013) a od roku 2013 děkan na Fletcherově škole práva a diplomacie na Tuftsově univerzitě, kde sám získal PhD. v roce 1984.
Má jméno řeckého původu, neboť je z otcovy strany potomkem pontských Řeků. Jeho dědeček uprchl ze Smyrny před řeckou genocidou prováděnou Osmanskou říší.
Stavridis absolvoval v roce 1976 Námořní akademii Spojených států amerických a pak sloužil na hladinových plavidlech. Velitelem se stal v roce 1993 na USS Barry, kde sloužil až do roku 1995. Pod jeho vedením se Barry účastnila mj. operace Podpora demokracie na Haiti v roce 1993, v roce 1994 pomáhala zajišťovat bezletovou zónu během Války v Bosně a Hercegovině a pomoci v Perském zálivu ochránit jednotky přesunující se do Kuvajtu.